# Onchocerca
Oncocercii (Onchocerca) este un gen de nematode din familia Onchocercidae, parazite ale țesutului subcutanat. Provoacă parazitoze numite oncocercoze. Sunt în principal paraziți ai ungulatelor (rumegătoarelor, ecvidelor), cu unele excepții precum Onchocerca lupi și Onchocerca volvulus, care infectează carnivorele și/sau oamenii.
Au corpul filiform, foarte lung și subțire. Femelele oncocercilor sunt ovovivipare. Oul depus conține o larvă în stadiul 1 (L1), numită microfilarie⁠(d). Vectorii (purtători de microfilarii) ai oncocercilor sunt speciile de muște negre (Simuliidae) și musculițe înțepătoare (Ceratopogonidae), care înghit microfilariile împreună cu sângele supt. Microfilariile trăiesc în limfă și spațiile țesutului conjunctiv subcutanat ale pielii, ligamente și aponevroze⁠(d).
Denumirea de Onchocerca provine din greaca ogkos = tumefacție, cârlig încovoiat și kerkos = coadă.

## Sistematica
Genul Onchocerca conține aproximativ 40 de specii, nu toate acceptate de mai mulți autori
- Onchocerca alcis Bain & Rehbinder, 1986
- Onchocerca armillata Railliet & Henry, 1909
- Onchocerca baeveri Bain, Chabaud & Landau, 1978
- Onchocerca bohmi (Supperer, 1953)
- Onchocerca bovis Piettre, 1912 (inclusă în Onchocerca gutturosa)
- Onchocerca caecutiens Brumpt, 1919 (inclusă în Onchocerca volvulus)
- Onchocerca caprae Linstow, 1883
- Onchocerca cebei Galliard, 1937
- Onchocerca cervicalis Railliet & Henry, 1910
- Onchocerca cervipedis Wehr & Dikmans, 1935
- Onchocerca denkei Bain, Vassiliades & Delbove, 1982
- Onchocerca dermata Bain, Bussieras & Amegee, 1974
- Onchocerca dewittei Bain, Ramachandran, Petter & Mak, 1977
- Onchocerca dukei Bain, Bussieras & Amegee, 1976
- Onchocerca fasciata Railliet & Henry, 1910
- Onchocerca flexuosa (Wedl, 1956)
- Onchocerca garmsi Schulz Key, 1976
- Onchocerca gibsoni Cleland & Johnston, 1910
- Onchocerca gutturosa Neumann, 1910
- Onchocerca hamoni Denke & Bain, 1981
- Onchocerca indica Sweet , 1915
- Onchocerca jakutensis Gubanov, 1964
- Onchocerca katangensis Gedoelst, 1916
- Onchocerca lerouxi Bain, Chabaud & Landau, 1978
- Onchocerca lienalis Stiles, 1892
- Onchocerca lupi Rodonaja, 1967
- Onchocerca ochengi Bwangomoi, 1969
- Onchocerca pandei (Shastri, 1986)
- Onchocerca raillieti Bain, Muller, Khamis, Guilhon, Schilhorn Von Veen, 1976
- Onchocerca ramachandrini Bain, Wahl & Renz, 1993
- Onchocerca reticulata Diesing in Hermann, 1841
- Onchocerca schulzkeyi Denke & Bain, 1981
- Onchocerca sonini Bain, Chabaud & Landau, 1978
- Onchocerca stilesi Eberhard, 1979
- Onchocerca suzukii Yagi, Bain & Shoho, 1994
- Onchocerca sweetae Spratt & Moorhouse, 1971
- Onchocerca synceri (Sandground, 1938)
- Onchocerca takaokai Uni, Fukuda & Bain, 2015
- Onchocerca tarsicola Bain & Schulz-Key, 1974
- Onchocerca tubingensis Bain & Schulz-Key, 1974
- Onchocerca volvulus Leuckart in Mans, 1894